# Campionat d'Europa de Futbol sub-17 de la UEFA 2005
La fase final del campionat d'Europa sub-17 2005  es disputa a Itàlia entre el 3 de maig i el 14 de maig. Els jugadors nascuts a partir de l'1 de gener de 1988 poden participar en aquesta competició.

## Seleccions
- Itàlia (amfitrió)
- Turquia
- Anglaterra
- Belarús
- Croàcia
- Països Baixos
- Suïssa
- Israel

## Fase Final

### Fase de grups

#### Grup A
| Equips     | PJ | G | E | P | GF | GC | DG | Pts |
| ---------- | -- | - | - | - | -- | -- | -- | --- |
| Itàlia     | 3  | 2 | 0 | 1 | 2  | 1  | 1  | 6   |
| Turquia    | 3  | 2 | 0 | 1 | 8  | 4  | 4  | 6   |
| Anglaterra | 3  | 1 | 0 | 2 | 6  | 4  | 2  | 3   |
| Belarús    | 3  | 1 | 0 | 2 | 2  | 9  | -7 | 3   |

| 3 de maig | Belarús    | 0 - 4 | Anglaterra |
|           | Itàlia     | 1 - 0 | Turquia    |
| 5 de maig | Itàlia     | 0 - 1 | Belarús    |
|           | Turquia    | 3 - 2 | Anglaterra |
| 8 de maig | Anglaterra | 0 - 1 | Itàlia     |
|           | Turquia    | 5 - 1 | Belarús    |

#### Grup B
| Equips        | PJ | G | E | P | GF | GC | DG | Pts |
| ------------- | -- | - | - | - | -- | -- | -- | --- |
| Croàcia       | 3  | 2 | 1 | 0 | 11 | 6  | 5  | 7   |
| Països Baixos | 3  | 1 | 2 | 0 | 4  | 3  | 1  | 5   |
| Suïssa        | 3  | 1 | 1 | 1 | 5  | 5  | 0  | 4   |
| Israel        | 3  | 0 | 0 | 3 | 3  | 9  | -6 | 0   |

| 3 de maig | Israel        | 0 - 3 | Suïssa        |
|           | Croàcia       | 2 - 2 | Països Baixos |
| 5 de maig | Suïssa        | 0 - 0 | Països Baixos |
|           | Israel        | 2 - 4 | Croàcia       |
| 8 de maig | Països Baixos | 2 - 1 | Israel        |
|           | Suïssa        | 2 - 5 | Croàcia       |

### Semi-finals
| 11 de maig | Itàlia  | 0 - 1 | Països Baixos |
|            | Croàcia | 1 - 3 | Turquia       |

### Partit pel 3r lloc
| 14 de maig | Itàlia | 2 - 1 | Croàcia |

### Final
| 14 de maig | Països Baixos | 0 - 2 | Turquia |